# Буркхард, Аарон
Аарон Буркхард (англ. Aaron Burckhard) — второй, после Боба Макфеддена, барабанщик группы Курта Кобейна, которая в дальнейшем стала известна как Nirvana.

## Биография
Буркхард играл в группе до декабря 1987 года. К тому моменту когда Nirvana делали их первое демо в Сиэтле, Буркхарда уже не было в группе (его заменил Дейл Кровер из группы The Melvins). Кобейна не устраивал Буркхард, потому что он считал, что Аарон не относится к группе так серьёзно как хотел Курт. Услышать игру Аарона можно на первом диске сборника With The Lights Out. Он играл на первом живом выступлении группы в 1987 году в Реймонде. Также он играл с группой на радио KAOS 17 апреля 1987 года. В 2005 году записал альбом с группой Attica.
В настоящее время играет в группе Under Sin.